# Pterocaesio digramma
Pterocaesio digramma är en fiskart som först beskrevs av Bleeker, 1864.  Pterocaesio digramma ingår i släktet Pterocaesio och familjen Caesionidae. Inga underarter finns listade i Catalogue of Life.